# Spindalis dominicensis
Spindalis dominicensis là một loài chim trong họ Thraupidae.